# Protoventuria juniperina
Protoventuria juniperina är en svampart som beskrevs av Chleb. 2009. Protoventuria juniperina ingår i släktet Protoventuria och familjen Venturiaceae.   Inga underarter finns listade i Catalogue of Life.